# 조영무 별묘
조영무 별묘는 대한민국 경기도 양주시 백석읍 연곡리 산25에 있는, 조선 초기의 개국공신 조영무(?~1414) 선생의 위패를 봉안한 별묘이다. 1986년 4월 15일 양주시의 향토유적 제12호로 지정되었다.

## 개요
조선 초기의 개국공신 조영무(?~1414) 선생의 위패를 봉안한 별묘로서 연곡리 마을 우측 낮으막한 야산 기슭에 위치해 있다.
본래 이 별묘는 고종 5년(1868) 현재의 위치에서 약 150m 떨어진 서북쪽 지점에 위치했던 것이나 퇴락이 심하여 1914년 이곳으로 이건, 1949년 곡장 보수, 1973년 중수를 거쳐 현재에 이르렀다고 한다.
건물로는 3문과 본당인 사우가 있다. 3문에는 휴암묘란 현액이 걸려 있으며, 맞배지붕에 홑처마 건물로서 양측에는 담장이 이어져 있다.
사당은 정면 6.9m, 측면 3.7m의 맞배지붕에 한식 기와를 얹은 홑처마, 방풍판이 달린 건물이다. 장대석으로 이루어진 계단석은 중건 당시의 것이고, 원형의 목주를 지탱한 장초석은 1973년 중수 때 조성된 것이라 한다. 툇마루는 누마루로 되어 있고, 상단 벽에는 김영한 서, 최종선 서의 한산부원군충무조공영당기를 비롯하여 3개의 현판이 걸려 있고, 사당 안에는 위패와 초상이 봉안되어 있다.
선생의 호는 휴암, 본관은 한양, 한산백 세진의 아들이다. 고려 말 태조 이성계를 추대하여 조선개국의 공을 세우고 판전중시사에 올라 개국공신 3등으로 한산군에 봉해졌다. 상의중추원사·청청도도절제사를 거쳐 태조 7년(1398) 방원의 휘하에서 제1차 왕자의 난 때 공을 세워 정사공신1등이 되었다. 판중추원사·참찬문하부사 등을 거쳐 정종 2년 (1400) 도독중외제군사도진무로 병권을 장악, 제2차 왕자의 난 때도 방원을 도왔고 참판삼군부사·서북면도순문사 겸 평양부윤 등을 지냈다. 제1차 왕자의 난 때 정도전 등을 죽인 탓으로 상왕(태조)의 미움을 받아 한때 곡산에 유배되었고, 태종1년(1401) 좌명공신1등이 된 후 영중추부사로 병조판서를 겸임, 1405년 우정승에 올랐다. 그후 판이병조사, 태종 8년(1408) 한산부원군에 진봉되고, 훈련관도제조를 거쳐 영삼군부사로 사직했다가 1413년 우정승에 복직되었다.
태종의 극진한 총애를 받았으며, 태종 14년(1414) 병이 위중하자 왕이 친히 문병하려고 행차를 서두를 때 부보가 들려 행차를 그만두었다 하며, 선생의 묘에 친일하여 조위했다. 태종의 묘정에 배향되었고, 시호는 충무이다.

## 같이 보기
- 조영무